# Kay Kendall
Kay Kendall, pseudonimo di Justine Kay McCarthy (Withernsea, 21 maggio 1927 – Londra, 6 settembre 1959), è stata un'attrice britannica.

## Biografia
Figlia del ballerino Terrence McCarthy e dell'attrice Gladys Dreweryun, Kay Kendall crebbe nel mondo dello spettacolo e iniziò la carriera come ballerina di fila insieme con la sorella Kim, andando in tournée nei music-hall quando non era ancora ventenne.
Dopo aver interpretato alcuni piccoli ruoli in film britannici, venne lanciata nel 1946 nella pellicola London Town di Wesley Ruggles, al fianco dell'attore Sid Field, che però non ebbe successo. La Kendall dovette attendere ancora alcuni anni prima della definitiva affermazione sul grande schermo, che arrivò con la commedia La rivale di mia moglie (1953) di Henry Cornelius, film di elegante humour, nella quale l'attrice si dimostrò interprete comica di talento e ricca di stile, diventando una star e confermandosi commediante di classe.
Negli anni successivi consolidò il proprio successo partecipando a diverse pellicole brillanti nelle quali diede prova di spiccata personalità e di grande senso del tempo comico. Nel 1955 recitò in coppia con Robert Taylor nel film in costume L'arciere del re di Richard Thorpe. Nel 1958 vinse il Golden Globe per la migliore attrice in un film commedia o musicale per la sua briosa interpretazione in Les Girls (1957) di George Cukor, accanto a Gene Kelly. Raggiunse l'apice della fama con la commedia Come sposare una figlia (1958) di Vincente Minnelli, nella quale recitò accanto al marito Rex Harrison, che aveva conosciuto sul set del film Sette mogli per un marito (1955) di Sidney Gilliat e che aveva sposato l'anno precedente. L'unione durò fino al 1959, quando la Kendall a 32 anni morì di leucemia, dopo aver terminato le riprese di Ancora una volta con sentimento (1960) di Stanley Donen.

## Filmografia
- London Town, regia di Wesley Ruggles (1946)
- I trafficanti della notte (Night and the City), regia di Jules Dassin (1950)
- Ragazze inquiete (Dance Hall), regia di Charles Crichton (1950)
- L'amore è bello (Happy Go Lovely), regia di H. Bruce Humberstone (1951)
- Nuda ma non troppo (Lady Godiva Rides Again), regia di Frank Launder (1951)
- Nick non sparare (Wings of Danger), regia di Terence Fisher (1952)
- Curtain Up, regia di Ralph Smart (1952)
- It Started in Paradise, regia di Compton Bennett (1952)
- Mantrap, regia di Terence Fisher (1953)
- Street of Shadows, regia di Richard Vernon (1953)
- The Square Ring, regia di Basil Dearden e Michael Relph (1953)
- La rivale di mia moglie (Genevieve), regia di Henry Cornelius (1953)
- Meet Mr. Lucifer, regia di Anthony Pelissier (1953)
- Scandalo di notte (Fast and Loose), regia di Gordon Parry (1954)
- Quattro in medicina (Doctor in the House), regia di Ralph Thomas (1954)
- Il letto del re (Abdulla the Great), regia di Gregory Ratoff (1955)
- Sette mogli per un marito (The Constant Husband), regia di Sidney Gilliat (1955)
- Simone e Laura (Simon and Laura), regia di Muriel Box (1955)
- L'arciere del re (The Adventures of Quentin Durward), regia di Richard Thorpe (1955)
- Les Girls, regia di George Cukor (1957)
- Come sposare una figlia (The Reluctant Debutante), regia di Vincente Minnelli (1958)
- Ancora una volta con sentimento (Once More, with Feeling), regia di Stanley Donen (1960)

## Doppiatrici italiane
- Rosetta Calavetta in Quattro in medicina, Come sposare una figlia, Ancora una volta con sentimento
- Fiorella Betti in L'arciere del re
- Gemma Griarotti in Les Girls